# José María Luis Mora
José María "Luis" Servín de la Mora Díaz Madrid (Chamacuero, 12 ottobre 1794 – Parigi, 14 luglio 1850) è stato un patriota messicano, esponente di spicco del movimento politico liberale antecedente la Rivoluzione messicana.

## Biografia
José María Mora nacque nel Vicereame della Nuova Spagna da una famiglia creola; visse a Celaya e a Querétaro prima di trasferirsi con la famiglia, nel 1808, a Città del Messico, dove si si laureò nel 1818 in Filosofia e teologia presso l'Antico Collegio di Sant'Ildefonso. Nel 1820 conseguì il titolo di dottore in teologia presso la Reale e pontificia università del Messico. Divenuto diacono dell'arcivescovado del Messico, nel 1823 Mora presentò varie proposte per riformare l'Antico Collegio, tra cui l'utilizzo della lingua spagnola a scapito del latino e l'accorpamento del Colegio Seminario de Indios de San Gregorio (un ordine costituito nel 1586 dai gesuiti per l'educazione dei giovani indigeni), per favorire l'integrazione fra gli studenti dei due plessi.
Mora fu docente di filosofia e scrisse per diversi giornali fra cui El Sol, La Libertad e El Observador de la República Mexicana (di cui divenne direttore negli anni 30 dell'Ottocento). Su Semanario político y literario e su El Indicador condusse una battaglia politica contro Agustín de Iturbide.
Nel 1827 il religioso James Thompson si recò in Messico con alcune centinaia di copie della Bibbia tradotta in spagnolo da Felipe Scío de San Miguel, per conto della Società biblica britannica e straniera (SBBE). Thompson trovò l'opposizione di una parte del clero, ostile alla diffusione della Bibbia tradotta dal latino. Tuttavia, ebbe il sostegno di alcuni dignitari, tra cui José María Luis Mora. In una lettera alla SBBE datata 17 luglio 1829 Mora scrisse:
L'Archivio José María Luis Mora conserva una serie di missive inviate da Thompson a Mora, con cui aveva stretto una buona amicizia, tra il 15 febbraio 1931 e il 7 settembre 1842.
Nel 1830 Mora iniziò la stesura di México y sus revoluciones, un'opera concepita come una tetralogia che vide la luce solo nel 1936 e del quale fu pubblicato un unico volume. Nel 1931 pubblicò il suo primo libro, Catecismo político de la federación mexicana. Attraverso una serie di domande e risposte, l'opera illustrava i principi, l'organizzazione statale, i diritti e i doveri dei cittadini di uno Stato liberale. Nel 1833 Mora affrontò il tema della limitazione del potere della Chiesa in uno Stato liberale, anche tramite la nazionalizzazione dei suoi beni, in Disertación sobre la naturaleza y aplicación de las rentas y bienes eclesiásticos, y sobre la autoridad a que se hallan sujetos en cuanto a su creación, aumento, subsistencia o supresión. Mora può essere considerato uno dei primi scrittori messicani non appartenenti al dominio coloniale spagnolo, avendo avviato la propria attività letteraria dopo la nascita della Prima Repubblica del Messico, proclamata nel 1821.
Nel 1833, dando seguito al lavoro di Thompson e convinto che lo Stato non dovesse imporre un credo religioso, si occupò di tradurre e distribuire il Vangelo secondo Luca nelle lingue nahuatl, otomí e p'urhépecha.
José María Luis Mora fu deputato per il Congresso locale dello Stato del Messico e membro del Congresso nazionale per lo Stato del Guanajuato. Tra il 1833 e il 1835 ricoprì il ruolo di consigliere per l'educazione pubblica durante il governo liberale di Valentín Gómez Farías. Si batté per estendere il diritto a un'istruzione laica a tutti i cittadini; creò il Colegio de Ideología, con l'obiettivo di educare le generazioni successive al pensiero liberale.
Nel 1834 il governo Farias cadde: affrontando difficoltà economiche e problemi di salute Mora proseguì comunque la sua carriera politica dapprima in Francia come membro della delegazione messicana a Parigi, poi alla corte della regina Vittoria dell'impero Britannico dove fu nominato ministro plenipotenziario del Messico.
Malato di tubercolosi, morì a Parigi nel 1850. Nel 1963 le sue spoglie furono traslate nella Rotonda delle Persone Illustri del cimitero messicano Panteon Civil de Dolores.

## Opere
- Catecismo Político de la Federación Mexicana, 1931
- Disertación sobre la Naturaleza y Aparición de las Rentas y Bienes Eclesiásticos, 1833
- México y sus Revoluciones, 1836 (México, Fondo de Cultura Económica, 1986)
- Revista Política de las Diversas Administraciones que la República Mexicana ha tenido hasta 1837, 1837
- Obras Sueltas, 1837
- Ensayos, ideas y retratos, México, Universidad Nacional Autónoma, 1991.